# Трофимов, Павел Михайлович
Павел Михайлович Трофимов (1894—1929) — участник Белого движения на Юге России, капитан Дроздовского стрелкового полка.

## Биография
Сын личного почетного гражданина, сморгонского нотариуса Михаила Павловича Трофимова. Дядя — доктор медицины, приват-доцент Киевского университета Н. П. Трофимов (1861—1918).
Среднее образование получил в частной гимназии Н. А. Виноградова в Вильне, по окончании которой поступил на экономическое отделение Санкт-Петербургского политехнического института.
В 1916 году, в связи с войной, оставил институт и поступил в Николаевское военное училище в Киеве. По окончании ускоренного курса 1 октября 1916 года был произведен в прапорщики и прикомандирован в помощь младшим офицерам училища, хорошо освоил пулеметное дело. Летом 1917 года отправился на фронт, состоял в 14-м стрелковом полку. Произведен в подпоручики 3 августа 1917 года.
В январе 1918 года, при украинизации 4-й стрелковой дивизии, покинул полк и с группой офицеров во главе с капитаном Андреевским пробрался в Яссы, где вступил в отряд полковника Дроздовского. Участвовал в походе Яссы — Дон во 2-й роте Стрелкового полка. По прибытии в Добровольческую армию — в Дроздовском полку, в июле 1919 года — начальник пулеметной команды, капитан. Затем — в 1-м Дроздовском стрелковом полку до эвакуации Крыма: в августе 1920 года — командир пулеметной роты, в последних крымских боях командовал 1-м батальоном полка. Был несколько раз ранен, награждён орденом Св. Николая Чудотворца. Галлиполиец, на 1 августа 1922 года — в составе Дроздовского полка в Болгарии.
С 1923 года в эмиграции в Чехословакии, жил в Праге. Окончил Русское высшее училище техников путей сообщения. Состоял председателем правления Галлиполийского землячества в Праге. Работая в землячестве, боролся с влиянием евразийцев. Вместе с капитаном Виноградовым составил «Календарь дроздовцев», также подготовил основательные исторические очерки «Дроздовская дивизия в генеральном сражении на путях к Москве осенью 1919 года» (М., 2018) и «Из истории дроздовцев. Боевые действия в Крымский период Гражданской войны» (М., 2022). Был членом боевой организации генерала Кутепова. В 1929 году был командирован в СССР, погиб в декабре того же года после перехода границы. По воспоминаниям капитана Орехова, капитан Трофимов в течение нескольких лет добивался этого поручения.